# Saloonpigen
Saloonpigen er en amerikansk stumfilm fra 1919 af Henry Kolker.

## Medvirkende
- Alma Rubens som Kate Carewe
- Alan Roscoe som Ralph Bowen
- Lon Chaney som Duncan
- Joseph J. Dowling som Leland
- Edna Mae Wilson som Ruth Kemp